# Главное судебное управление СС
Главное судебное управление СС (нем. Hauptamt SS-Gericht, сокр. HASSG) — одно из центральных ведомств СС.
1 июня 1939 Судебное управление СС было выделено из состава Главного управления СС и получило в системе СС статус главного управления. Главное судебное управление СС базировалось в Мюнхене, отвечало, главным образом, за администрирование и насаждение в рядах СС особого дисциплинарного кодекса, контролировало деятельность судов СС и полиции в нацистской Германии и на оккупированных территориях. Кроме того, в его функции входило расследование дисциплинарных проступков, а также подготовка и вынесение обвинительных приговоров по судебным делам, которые заводились против нарушителей дисциплинарного кодекса. Это управление также курировало тюрьмы полиции и СС. Хотя в сферу его компетенции входило наказание правонарушителей из числа членов СС, всего лишь незначительное количество служащих концлагерей были обвинены в коррупции (обычно это были кражи драгоценностей у узников сразу же после их прибытия в лагерь).

## Руководители
- до 12 июня 1933 — оберфюрер СС Эрнст Бах
- 29 июня 1933 — 15 августа 1942 — обергруппенфюрер СС Пауль Шарфе
- 18 августа 1942 — 29 апреля 1945 — обергруппенфюрер СС Франц Брейтхаупт
- 29 апреля 1945 — 8 мая 1945 — оберфюрер СС Гюнтер Рейнеке

## Структура центрального аппарата
- Управление «I» (правовые вопросы)
- Управление «II» (организация, кадры и дисциплинарные дела)
- Управление «III» (помилование, отсрочка, исполнение приговора)
- Управление «IV» (инспекция)